# Monasterio de Santa María (Bujedo)
El monasterio de Santa María de Bujedo, también conocido como monasterio de Santa María de Bujedo de Candepajares, se encuentra situado en el municipio de Bujedo, Burgos (España), en la frontera con La Rioja, a 9 km al suroeste de Miranda de Ebro y 4 km al norte de Foncea.
Lo fundó Doña Sancha Díaz de Frías en el 1162 y lo patrocinó el rey Alfonso VIII de Castilla el de las Navas otorgándole numerosas tierras. Su pertenencia quedó sujeta a la abadía de San Cristóbal de Ibeas de Juarros, perteneciente a la Orden Premonstratense. Destaca en el conjunto arquitectónico tres ábsides de estilo románico en la cabecera de la iglesia, el central más alto y amplio mientras que los laterales son más pequeños y semicirculares.

## Monasterio-Noviciado de los Hermanos de las Escuelas Cristianas
Actualmente el monasterio está habitado por los Hermanos de La Salle, que se encargan de su mantenimiento desde 1891, utilizando las dependencias como residencia, Centro de Espiritualidad y lugar de encuentro de campamentos y colonias de jóvenes. Entre ese año y 1981, el Monasterio incluyó un Noviciado Menor, y entre 1949 y 1981 una Escuela de Magisterio.

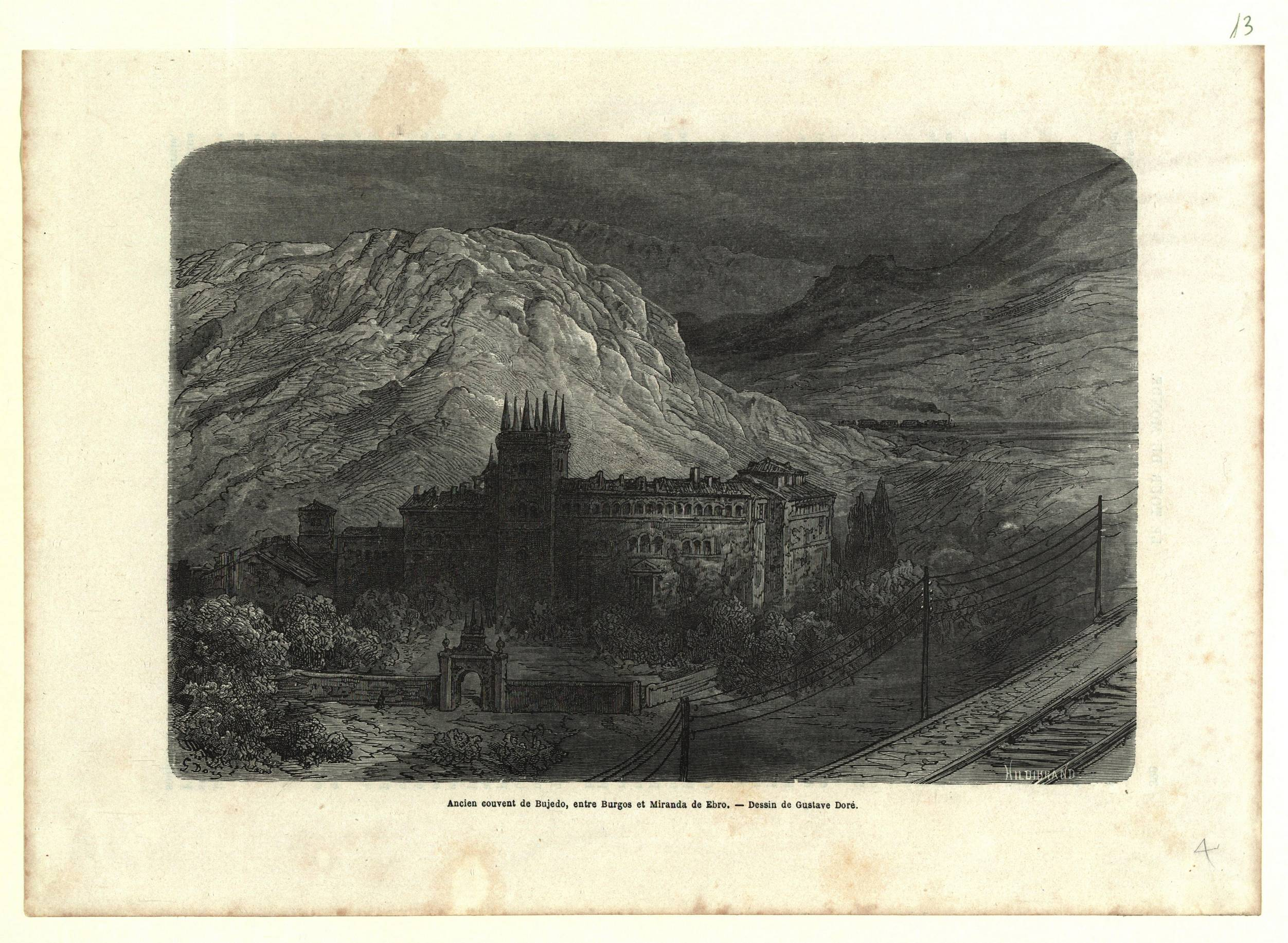
Ilustración del monasterio realizada por Gustave Doré alrededor de 1862

En la iglesia reposan, altar lateral derecho, los restos mortales de los religiosos mártires de Turón en el año 1934. Estos ocho mártires fueron las primeras víctimas de la persecución religiosa en España (1931-1939) en ser canonizadas. Fueron beatificados el 29 de abril de 1990 por el papa Juan Pablo II y canonizados el 21 de noviembre de 1999. San Benito de Jesús es el primer santo nacido en Argentina.

## Acerca del nombre
El nombre "Bujedo" puede también escribirse "Bugedo" indiferentemente, pues proviene del latín buxētum, lugar de bojes, tanto para el nombre del pueblo como del Monasterio.
El uso cotidiano ha hecho que el nombre del pueblo suela escribirse Bugedo, para no confundirlo con Bujedo de Juarros, población y antiguo convento de la misma provincia, y el del monasterio como Bujedo.